# Sandavágur

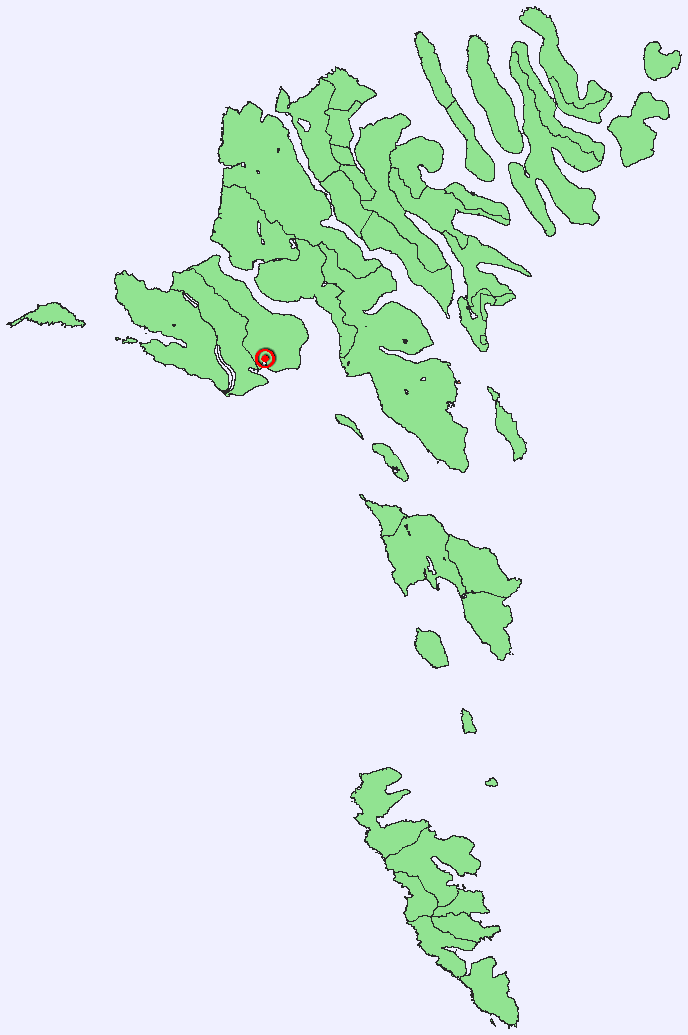
Lage von Sandavágur auf den Färöern

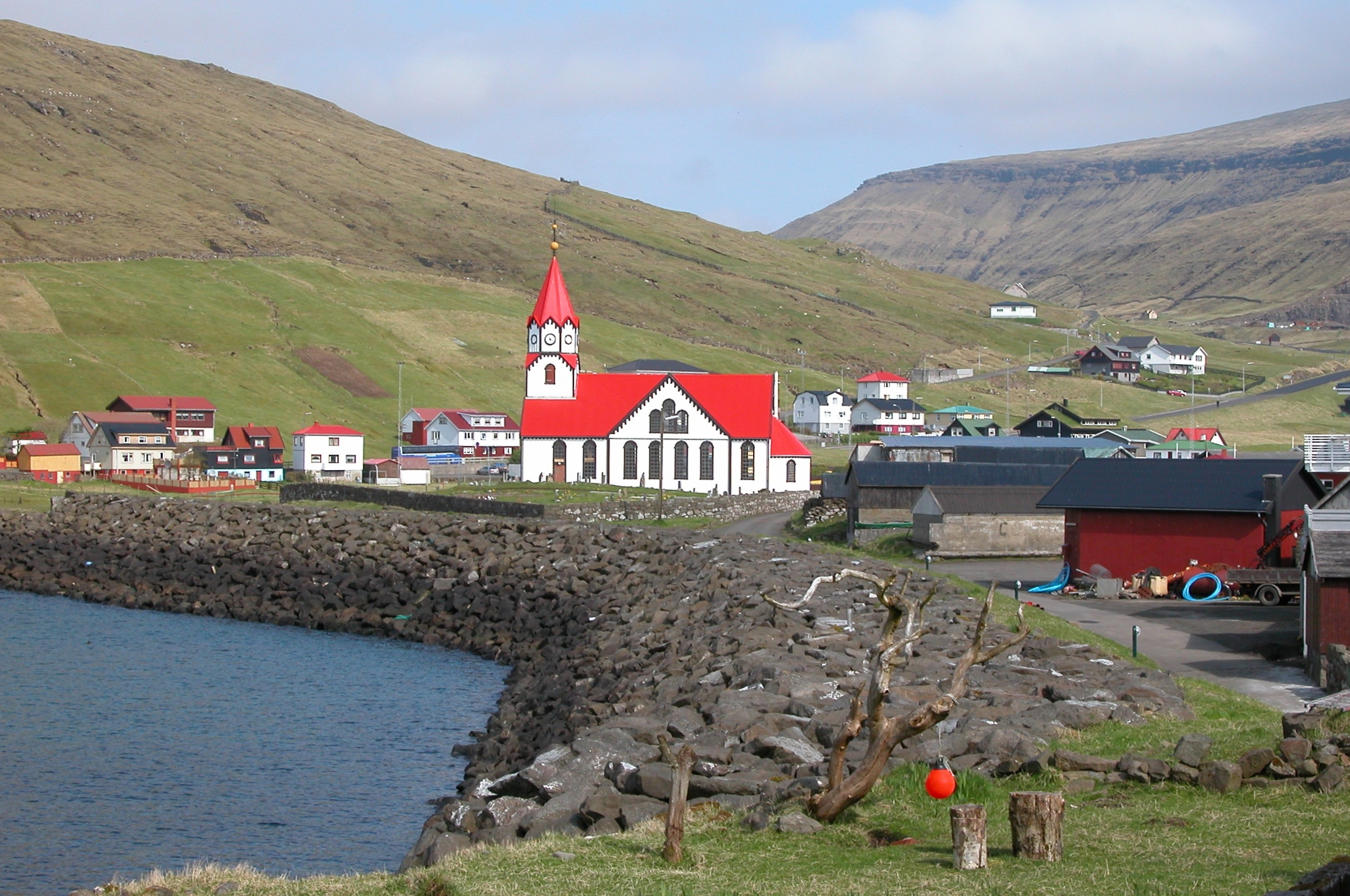
Sandavágur

Sandavágur [ˈsantaˌvɔaːvʊɹ] (dänisch: Sandevåg) ist ein Ort der Färöer an der Südküste der Insel Vágar.

## Allgemeines
- Einwohner: 875 (1. Januar 2014)
- Postleitzahl: FO-360
- Kommune: Vága kommuna
- Fußballverein: SÍF Sandavágur

## Lage und Infrastruktur
Sandavágur bedeutet Strandbucht, und in der Tat befindet sich in seiner Bucht ein kleiner Sandstrand. Der Ort liegt an der einzigen Straße der Insel, die inzwischen von Gásadalur über den Flughafen Vágar bis zum Vágartunnel führt. Unmittelbarer Nachbarort an derselben Bucht ist Miðvágur im Westen.
In Sandavágur gibt es ein Gästehaus und einen Campingplatz, der das ganze Jahr geöffnet hat. Im Ortskern befinden sich ein Kiosk und einige Einzelhandelsgeschäfte.

## Geschichte und Sehenswürdigkeiten
Sandavágur wurde während der Wikingerzeit auf den Färöern gegründet und kann damit auf gut 1000 Jahre Geschichte zurückblicken. Auf dem Grundstück Eingjartoftir im Ortskern fanden 1956 Ausgrabungen statt, bei denen die Reste von Fundamenten mehrerer Gebäude gefunden wurden. Eines von ihnen war in der Wikingerzeit erbaut worden, die anderen im 14. oder 15. Jahrhundert. Nach dem Ende der Untersuchungen wurden die ausgegrabenen Reste an Ort und Stelle belassen und wieder mit Erde bedeckt, da eine Restaurierung ähnlich wie im Falle der Gebäude in Leirvík nicht lohnend schien.
- Die markante Kirche von Sandavágur wurde 1917 von dem Tórshavner Architekten Magnus á Kamarinum errichtet, und sie ist nicht nur von außen eine Kostbarkeit, sondern beinhaltet einen der wichtigsten archäologischen Funde der Färöer: den 1917 gefundenen Runenstein von Sandavágur, siehe Sandavágsstein.

- Sehenswert ist außerdem das 1919 an der Hauptstraße im Ortskern errichtete Denkmal für den 1819 in Sandavágur auf dem Hof Á Steig geborenen Politiker und Wissenschaftler V. U. Hammershaimb (1819–1909), färöischer Pfarrer und Philologe.[2]

- Der traditionsreiche Hof Á Steig ist noch heute im Ortskern zu sehen und kann von außen besichtigt werden. Früher war er bekannt dafür, dass seine Äcker zu den für den Getreideanbau am besten geeigneten Ländereien der ganzen Färöer gehörten. Von 1555 bis 1816 war er die Residenz des Lögmaður, der höchsten weltlichen Autoritätsperson der Färöer.[3]

- Auch der Ende der 1980er Jahre angelegte kleine Park Viðarlundin á Abbreyt im Norden des Dorfes, der eine schöne Aussicht über den Ort und die Bucht bietet, lohnt einen Besuch.[4]

Sandavágur bekam 1997 den Preis gepflegtestes und sauberstes Dorf der Färöer. 2003 wiederholte sich das mit dem Titel sauberstes und grünstes Dorf der Färöer.

## Persönlichkeiten
- V. U. Hammershaimb (1819–1909), Schöpfer der neufäröischen Schriftsprache
- Jens Pauli Heinesen (1932–2011), färöischer Schriftsteller, der in Sandavágur aufwuchs.
- Torkil Nielsen (* 1964), Fußballspieler (Siegtreffer beim Fußballländerspiel Färöer – Österreich 1990)